# Lonchocarpus muehlbergianus
Lonchocarpus muehlbergianus är en ärtväxtart som beskrevs av Emil Hassler. Lonchocarpus muehlbergianus ingår i släktet Lonchocarpus och familjen ärtväxter. Inga underarter finns listade i Catalogue of Life.